# Hypnum acutirameum
Hypnum acutirameum là một loài Rêu trong họ Hypnaceae. Loài này được (Mitt.) Hampe mô tả khoa học đầu tiên năm 1872.